# Organolitijumsko jedinjenje
U organometalnoj hemiji, organolitijumski reagensi su hemijska jedinjenja koja sadrže ugljenik-litijum (C-Li) veze. Ovi reagensi su važni u organskoj sintezi i često se koriste za prenos organske grupe ili atoma litijuma na supstrate u sintetičkim koracima, nukleofilnim dodavanjem ili jednostavnom deprotonacijom. Organolitijumski reagensi se koriste u industriji kao inicijator za anjonsku polimerizaciju, što dovodi do proizvodnje različitih elastomera. Takođe su primenjeni u asimetričnoj sintezi u farmaceutskoj industriji. Zbog velike razlike u elektronegativnosti između atoma ugljenika i atoma litijuma, C-Li veza je visoko jonska. Zbog polarne prirode C-Li veze, organolitijumski reagensi su dobri nukleofili i jake baze. Za laboratorijsku organsku sintezu, mnogi organolitijum reagensi su komercijalno dostupni u obliku rastvora. Ovi reagensi su veoma reaktivni, a ponekad su i piroforni.

## Istorija i razvoj
Studije organolitijumskih reagenasa započele su 1930-ih, a pioniri su Karl Cigler, Georg Vitig i Henri Gilman. U poređenju sa Grignardovim (magnezijumskim) reagensima, organolitijumski reagensi često mogu da izvode iste reakcije sa povećanom brzinom i većim prinosima, kao u slučaju metalacije. Od tada, organolitijumski reagensi su pretekli Grignardove reagense u pogledu zastupljenosti u uobičajenoj upotrebi.

## Literatura
- Reich, H. J.; Borst, J. P; Dykstra, R. R.; Green, P. D. (1993). „A nuclear magnetic resonance spectroscopic technique for the characterization of lithium ion pair structures in THF and THF/HMPA solution”. J. Am. Chem. Soc. 115 (19): 8728—8741. doi:10.1021/ja00072a028.